# Roestnekgors
De roestnekgors (Melozone kieneri) is een zangvogel uit de familie Emberizidae (gorzen).

## Verspreiding en leefgebied
Deze soort is endemisch in Mexico en telt 3 ondersoorten:
- M. k. grisior: noordwestelijk Mexico.
- M. k. kieneri: westelijk Mexico.
- M. k. rubricata: centraal en zuidwestelijk Mexico.